# Idwal Rees
Pour les articles homonymes, voir Rees.
Pas d'image ? Cliquez ici

a Compétitions nationales et continentales officielles uniquement.

b Matchs officiels uniquement.
John Idwal Rees, né le 25 juillet 1910 à Swansea et mort le 31 août 1991 à Cefn Coed, est un joueur de rugby à XV, qui a joué avec l'équipe du pays de Galles de 1934 à 1938, évoluant au poste de centre ou de trois quart aile. 

## Carrière
Idwal Rees fait ses débuts pour Swansea en 1928, il joue avec Swansea contre les Springboks en 1931. Idwal Rees a disputé un autre match mémorable le 21 décembre 1935, contre les All Blacks. Le match se solde par une victoire historique des Gallois. Il a connu sa première sélection internationale avec l'équipe du pays de Galles le 20 janvier 1934 contre l'équipe d'Angleterre. Il aura connu 14 sélections. Il a inscrit 2 essais (6 points) avec la sélection. Idwal Rees jouait avec les clubs de Swansea, l'Université de Cambridge, les London Welsh. Il a été invité par les Barbarians. 

## Palmarès
- Vainqueur du tournoi en 1936

## Statistiques en équipe nationale
- Sélections en équipe nationale : 14
- 6 points (2 essais)
- Sélections par année : 3 en 1934, 2 en 1935, 3 en 1936, 3 en 1937, 3 en 1938
- Participation à 5 éditions du tournoi britannique de rugby à XV